# Château de Bouillac
Le château de Bouillac est un château situé à Bouillac, en France.

## Localisation
Le château est situé sur la commune de Bouillac, dans le département français de l'Aveyron.

## Historique
Ce château a appartenu à la famille De Belfaut de Belfort.
L'édifice est inscrit au titre des monuments historiques en 1992.